# 江義雄
江義雄（1944年1月13日—），國立中正大學法學院榮譽教授，中國國民黨籍嘉義市政治人物，曾任立法委員、國大代表，法律學者。
江教授退休後，在中正大學法學院仍有開設法研所之「行政法專題研究」課程。

## 政治經歷
- 1993年參選嘉義市長，敗給張文英。
- 由於時任立委黃敏惠當選嘉義市長而辭職使缺額達半，故於2006年初舉辦立法委員補選，中國國民黨推派江義雄與競選，終以過半得票率遞補當選立法委員。
- 於2008年1月12日競選連任，江義雄代表中國國民黨在嘉義市選舉區獲得52,774票，得票率46.70％，當選為立法委員。
- 2012年1月14日挑戰三連霸失利，以71,906票、48.53%得票率，400餘票的些微差距敗選。

## 選舉紀錄
| 年度 | 選舉屆數               | 選舉區               | 所屬政黨   | 得票數 | 得票率 | 當選標記 | 備註 |
| ---- | ---------------------- | -------------------- | ---------- | ------ | ------ | -------- | ---- |
| 1991 | 第二屆國民大會代表選舉 | 嘉義市選舉區         | 中國國民黨 | 36,733 | 40.18% |          |      |
| 1993 | 第四屆嘉義市市長選舉   | 嘉義市               | 中國國民黨 | 46,067 | 43.22% |          |      |
| 1997 | 第五屆嘉義市市長選舉   | 嘉義市               | 中國國民黨 | 49,551 | 42.52% |          |      |
| 2006 | 第六屆立法委員補選     | 嘉義市立法委員選舉區 | 中國國民黨 | 42,879 | 51.84% |          |      |
| 2008 | 第七屆立法委員選舉     | 嘉義市立法委員選舉區 | 中國國民黨 | 52,774 | 46.70% |          |      |
| 2012 | 第八屆立法委員選舉     | 嘉義市立法委員選舉區 | 中國國民黨 | 71,906 | 48.53% |          |      |

## 外部連結
- 立法院全球資訊網－立法委員－江義雄委員簡介 （页面存档备份，存于）
- 立法院全球資訊網－立法委員－江義雄委員簡介 （页面存档备份，存于）

- 立法院 （页面存档备份，存于）
- Mighty People Online - 江義雄